# Thales Turini
Thales Silva Turini (Florianópolis, 18 de julho de 1989) é um tenista profissional brasileiro.

## Trajetória esportiva
Thales Turini sempre conseguiu resultados importantes em Santa Catarina. Em 2006 disputou seu primeiro torneio da Associação de Tenistas Profissionais (ATP) no próprio estado, o Challenger de Florianópolis em 2007.
No último ano de juvenil ganhou oito torneios, entre eles a Copa Gedore, que rendeu o convite para a disputa do torneio de São Leopoldo, no Rio Grande do Sul, em 2007.
Turini treina em Florianópolis com o técnico Marcelo "Cascata".
Atualmente (fevereiro de 2017) o catarinense é o número 724 do mundo.

## Finais em Futures e Challengers: 15 (1–14)

### Simples: 11 (1–14)
Legenda
| Challengers (0–0) |
| Futures (1–14)    |

| Posição | Nº  | Data                   | Torneio                    | Piso   | Oponente               | Placar                  |
| ------- | --- | ---------------------- | -------------------------- | ------ | ---------------------- | ----------------------- |
| Vice    | 1.  | 4 de outubro de 2009   | São Paulo, Brasil          | Saibro | Juan Pablo Amado       | 1–6, 2–6                |
| Vice    | 2.  | 9 de maio de 2010      | Teresina, Brasil           | Saibro | Franco Ferreiro        | 5–7, 3–6                |
| Vice    | 3.  | 22 de setembro de 2010 | Belo Horizonte, Brasil     | Saibro | Fernando Romboli       | 3–6, 2–6                |
| Vice    | 4.  | 25 de dezembro de 2010 | Sorocaba, Brasil           | Saibro | Fernando Romboli       | 2–6, 1–6                |
| Vice    | 5.  | 12 de maio de 2012     | Goiânia, Brasil            | Saibro | Christian Lindell      | 7–6(7–5), 4–6, 5–7      |
| Vice    | 6.  | 5 de agosto de 2010    | Americana, Brasil          | Duro   | Tiago Lopes            | 5–7, 6–7(2–7)           |
| Campeão | 1.  | 9 de setembro de 2012  | Arapongas, Brasil          | Saibro | José Pereira           | 7–6(7–2), 4–6, 7–6(7–5) |
| Vice    | 7.  | 1 de Junho de 2013     | Arroyito, Argentina        | Saibro | Federico Coria         | 3–6, 2–6                |
| Vice    | 8.  | 4 de agosto de 2013    | Porto Velho, Brasil        | Duro   | José Pereira           | 3–6, 1–6                |
| Vice    | 9.  | 26 de outubro de 2013  | Belém, Brasil              | Duro   | Wilson Leite           | 7–5, 1–6, 2–6           |
| Vice    | 10. | 3 de maio de 2010      | Natal, Brasil              | Saibro | Christian Garin        | 4–6, 6–4, 3–6           |
| Vice    | 11. | 1 de junho de 2014     | Caldas da Rainha, Portugal | SAibro | Alexander Ward         | 3–6, 2–6                |
| Vice    | 12. | 8 de junho de 2014     | Parma, Itália              | Saibro | Matteo Trevisan        | 3–6, 3–6                |
| Vice    | 13. | 19 de julho de 2014    | Valência, Venezuela        | Duro   | Mateo Nicolás Martínez | 6–7(3–7), 6–2, 6–7(5–7) |
| Vice    | 14. | 1 de março de 2015     | Sunrise, Estados Unidos    | Saibro | Antal van der Duim     | 4–6, 7–5, 0–6           |

### Juvenil
- 2007 Copa Gedore sobre Fabricio Neis

## Ranking
- Atual ranking de simples: 568
- Melhor ranking de simples: 552 (31 de dezembro de 2007)
- Atual ranking de duplas: não tem
- Melhor ranking de duplas: 634 (9 de abril de 2007)